# Ventago
Ventago (né le 10 juin 2013 à Rastede) est un cheval hongre de robe baie inscrit au stud-book du Hanovrien, monté en saut d'obstacles par le cavalier saoudien Abdulrahman Alrajhi. 

## Histoire
Ventago naît le 10 juin 2013 sur la commune de Rastede, en Allemagne, à l'élevage de Stefan Trentelmann,.
Il est monté en Allemagne par Tim Rieskamp, qui rencontre le succès sur plusieurs concours importants.
La Fédération équestre d'Arabie saoudite en fait l'acquisition en janvier 2023, dans l'objectif de renforcer son piquet de chevaux de saut d'obstacles aptes à concourir pendant les Jeux olympiques d'été de 2024. Il est alors monté par Abdulrahman Alrajhi, notamment aux Jeux asiatiques de 2022 (tenus en 2023).

## Description

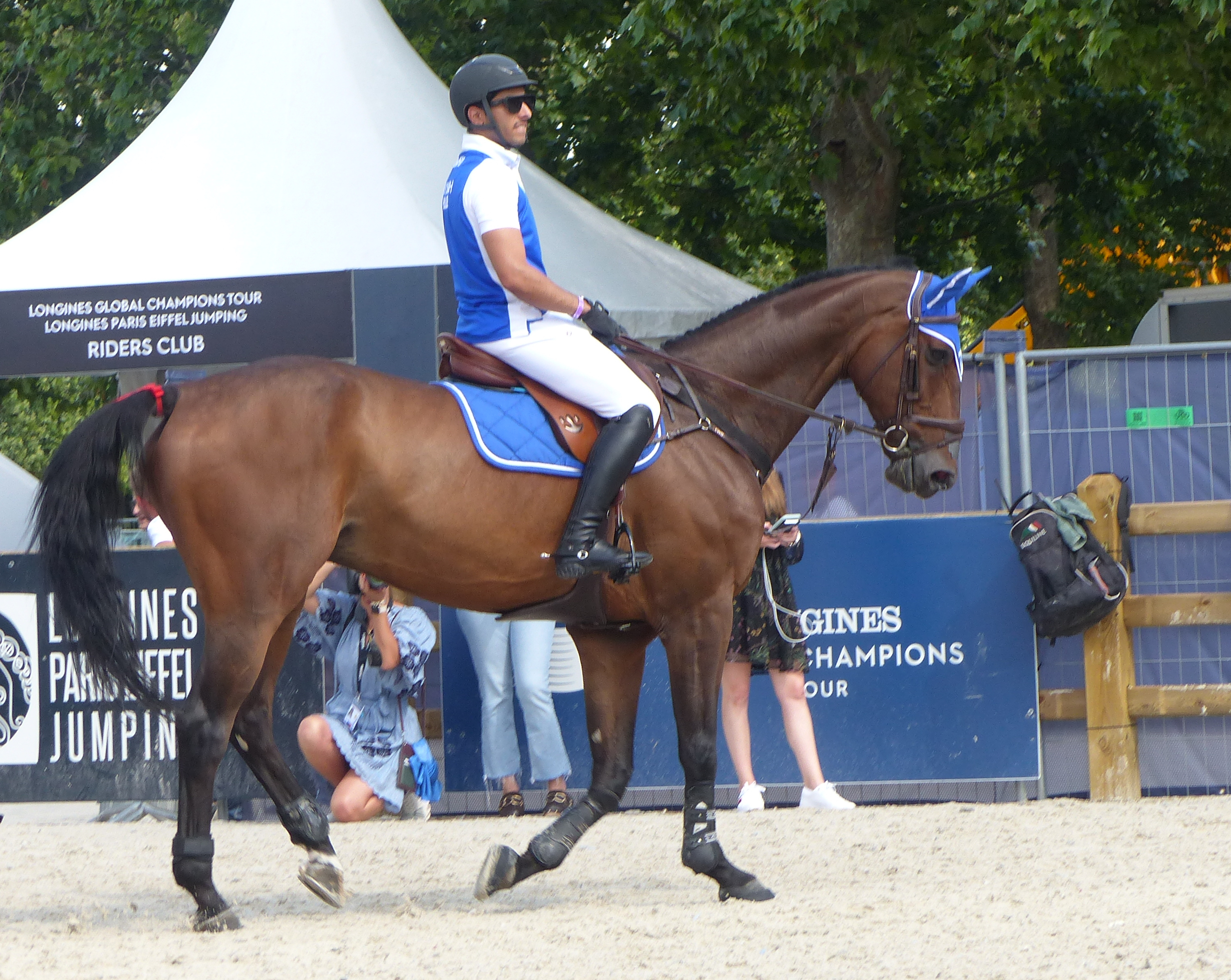
Ventago monté par Abdulrahman Alrajhi au Paris Eiffel Jumping de 2023.

Ventago est un hongre de robe baie, inscrit au stud-book du Hanovrien.
Son cavalier Abdulrahman Alrajhi le décrit comme capable de sauter en donnant l'impression de ne fournir aucun effort.

## Palmarès
- février 2024 : vainqueur de l'épreuve d'ouverture de l'étape Global Champions Tour de Doha[7],[8], épreuve de vitesse à 1,45 m[9].

## Origines
Ventago présente des origines essentiellement allemandes, son grand-père paternel étant l'étalon hollandais Valentino. C'est un fils de l'étalon Hanovrien Van Helsing, et d'une jument hanovrienne, Scendoria, par Scendix. Il compte 23,03 % d'origines Pur-sang d'après le calcul du site web Hippomundo.